# Clubiona deletrix
Clubiona deletrix là một loài nhện trong họ Clubionidae.
Loài này thuộc chi Clubiona. Clubiona deletrix được Octavius Pickard-Cambridge miêu tả năm 1885.